# ATP Challenger Ambato
Das ATP Challenger Ambato (offizieller Name: Ambato La Gran Ciudad) war ein zwischen 2021 und 2022 stattfindendes Tennisturnier in Ambato, Ecuador. Es war Teil der ATP Challenger Tour und wurde im Freien auf Sand ausgetragen.

## Liste der Sieger

### Einzel
| Jahr | Sieger                 | Finalgegner              | Ergebnis  |
| ---- | ---------------------- | ------------------------ | --------- |
| 2022 | Facundo Bagnis         | João Lucas Reis da Silva | 7:67, 6:4 |
| 2021 | Thiago Agustín Tirante | Juan Pablo Varillas      | 7:5, 7:5  |

### Doppel
| Jahr | Sieger                                            | Finalgegner                            | Ergebnis         |
| ---- | ------------------------------------------------- | -------------------------------------- | ---------------- |
| 2022 | Santiago Rodríguez Taverna Thiago Agustín Tirante | Benjamin Lock Courtney John Lock       | 7:611, 6:3       |
| 2021 | Diego Hidalgo Cristian Rodríguez                  | Alejandro Gómez Thiago Agustín Tirante | 6:3, 4:6, [10:3] |